# Geprüfter Logistikmeister
Der geprüfte Logistikmeister ist ein öffentlich-rechtlich anerkannter Abschluss auf Meisterebene, der nach einer erfolgreich absolvierten, branchenbezogenen gewerblich-technischen Aufstiegsfortbildung gemäß Berufsbildungsgesetz vergeben wird. Die bundeseinheitliche Prüfung erfolgt auf Grundlage einer besonderen Rechtsverordnung vor dem Prüfungsausschuss einer Industrie- und Handelskammer (IHK). Der Abschluss des geprüften Logistikmeisters ist den Fachmeistern zuzuordnen.

## Arbeitsgebiete und Aufgaben
Das Berufsbild ist verantwortlich für einen optimalen Material- und Informationsfluss, die für eine hohe Lieferbereitschaft und eine kundenorientierte, termingerechte Auftragsbearbeitung wichtig sind. Geprüfte Logistikmeister sind verantwortlich für den reibungslosen Warenein- und Warenausgang, für die Verpackung von Waren und Gütern, sowie für die Kommissionierung von Waren. Neben der Lagerverwaltung und -steuerung optimieren sie die Zusammenarbeit mit anderen Betriebsteilen, überwachen die Entwicklung von Kosten, verwalten Budgets und übernehmen Kontroll- und Leitungsfunktionen.
Nachdem die Abschlussprüfungen zunächst nach kammerrechtlichen Regelungen erfolgten, trat aufgrund der hohen Nachfrage nach dieser Weiterbildung am 25. Januar 2010 die erste bundesweite Verordnung in Kraft. Die Verordnung über die Prüfung zum anerkannten Fortbildungsabschluss Geprüfter Logistikmeister (LogMstrV 2010) gilt mit veränderten Prüfungsbedingungen und -inhalten.
Geprüfter Logistikmeister verfügen über Kenntnisse, Fertigkeiten und Erfahrungen, die sie in der Regel durch eine einschlägige Berufsausbildung und Berufserfahrung erworben haben und zu folgenden Qualifikationen befähigen sollen.
Grundlegende Qualifikationen
- Rechtsbewusstes Handeln
- Betriebswirtschaftliches Handeln
- Anwenden von Methoden der Information, Kommunikation und Planung
- Zusammenarbeit im Betrieb
- Berücksichtigen naturwissenschaftlicher und technischer Gesetzmäßigkeiten

Handlungsfeldspezifische Qualifikationen
- Logistikprozesse
- Betriebliche Organisation und Kostenwesen
- Führung und Personal

Der Erwerb der berufs- und arbeitspädagogischen Eignung ist durch eine erfolgreich abgelegte Prüfung nach Ausbilder-Eignungsverordnung oder durch eine andere erfolgreich abgelegte vergleichbare Prüfung vor einer öffentlichen oder staatlich anerkannten Bildungseinrichtung oder vor einem staatlichen Prüfungsausschuss nachzuweisen. Der Prüfungsnachweis ist vor Beginn der letzten Prüfungsleistung zu erbringen.

## Prüfungszulassungsvoraussetzungen
Zur Prüfung im Prüfungsteil „Grundlegende Qualifikationen“ ist zuzulassen, wer Folgendes nachweist:
- eine mit Erfolg abgelegte Abschlussprüfung in einem anerkannten Ausbildungsberuf aus dem Bereich der Logistik oder
- eine mit Erfolg abgelegte Abschlussprüfung in einem sonstigen anerkannten Ausbildungsberuf und danach eine mindestens einjährige Berufspraxis oder
- eine mindestens vierjährige Berufspraxis.

Zur Prüfung im Prüfungsteil „Handlungsspezifische Qualifikationen“ ist zuzulassen, wer Folgendes nachweist:
- das Ablegen des Prüfungsteils „Grundlegende Qualifikationen“, das nicht länger als fünf Jahre zurückliegt, und
- über die zuvor genannten Voraussetzungen hinaus ein Jahr Berufspraxis.

## Finanzielle Fördermöglichkeiten
Teilnehmer von Fortbildungslehrgängen können zur Förderung der Lehrgangs- und Prüfungsgebühren Leistungen über das Aufstiegsfortbildungsförderungsgesetz („Meister-BAföG“) beantragen.